# Escuela empírica
La escuela empírica fue una escuela médica de la antigüedad, que existió en la Antigua Grecia y en el mundo romano. A los miembros de la escuela se les denominaba como los empíricos (del griego: Ἐμπειρικοί) por la palabra empeiria (ἐμπειρία, «experiencia») puesto que llegaban a su conocimiento médico a través únicamente de la experiencia, en contraste por ejemplo con la escuela dogmática.
Serapión de Alejandría y Filino de Cos, activos en el siglo III a. C., son considerados los fundadores de la escuela; otros miembros destacados fueron Glaucia de Taranto  (siglo II a. C.), Apolonio de Cítion y Heráclides de Tarento (siglo III-II a. C.), Diodoro, Lico de Nápoles , Zópiro de Alejandría, Archibio, Zeucsis, Diogenes de Egea, Antioco de Laodicea (siglo I d. C.), Menodoto de Nicomedia, Baqueo de Tanagra, Teoda, Heródoto de Tarso, Escrión de Pérgamo, Sexto Empírico y Marcelo Empírico. Las doctrinas de esta escuela son descritas por Aulo Cornelio Celso en la introducción de su De Medicina.